# Geszaw
Geszaw (Geschaw, Geschkaw) – polski herb szlachecki z nobilitacji.

## Opis herbu
Na tarczy dzielonej w krzyż w polu pierwszym, błękitnym, czapla srebrna w lewo, z prawą nogą uniesioną, z lewą przykuta łańcuchem srebrnym to takiegoż kawałka marmuru, na którym stoi; w polu drugim, złotym, ramię zbrojne wyłaniające się z obłoku błękitnego; w polu trzecim, błękitnym, czapla jak w pierwszym, zwrócona w prawo; w polu czwartym ramię jak w drugim, w lewo.
Na hełmie w koronie, klejnot – czapla srebrna, z uniesioną prawą nogą, z koroną złotą na szyi.
Labry – błękitne, podbite złotem.
Juliusz Karol Ostrowski opisuje odmianę tego herbu, nazwaną Geszaw II, w której ptak trzyma w prawej łapie kamień, ramię nie jest zbrojne i ma kawałek rękawa, brak też obłoku, zaś w klejnocie jest głowa ptaka z szyją, wyłaniająca się z kubełka, między dwoma skrzydłami. Ostrowski pisze, że rysunek taki przytacza Kasper Niesiecki, opisując jednak herb jak powyżej. Józef Szymański pisze, że informacja o labrach pochodzi z dokumentu z 1570, oraz że ramię zbrojne to udostojnienie pochodzące od Zygmunta Augusta (zob. Pogonia).

## Najwcześniejsze wzmianki
Nadany 19 marca 1555 Kacprowi Geschawowi i 1 sierpnia 1570 Bartłomiejowi Geschkawowi z Chojnic. Juliusz Karol Ostrowski pisze, że Zygmunt Jeżewski herbu Jastrzębiec utraciwszy rodzinny majątek osiadł w Prusach. Kacper był jego synem. Paweł Dudziński pisze, że herb Kacpra nawiązywał barwami pól do utraconego Jastrzębca ojca.

## Herbowni
Gecewicz, Geszaw – Geschaw – Geschkaw, Giec.